# الترغيب والترهيب
الترغيب والترهيب من الحديث الشريف، أحد الكتب الحديثية التي جمعت الأحاديث النبوية الخاصة بالترغيب والترهيب، جمعها الحافظ عبد العظيم المنذري من كتب الحديث وضمها في أربعة مجلدات.